# Стрельба из лука на Европейских играх 2015 — квалификация
В соревнованиях по стрельбе из лука на Европейских играх 2015 смогут принять участие 128 спортсменов, которые будут соревноваться за 5 комплектов наград. Каждая страна может быть представлена не более чем одной командой и тремя спортсменами в индивидуальных соревнованиях или одним спортсменом в индивидуальных соревнованиях.

## Распределение квот
Квоты будут распределены согласно этим схемам:

### Мужчины
| Способ отбора                                      | Спортсменов от НОК | Всего мест | Квалифицированы |
| -------------------------------------------------- | ------------------ | ---------- | --- |
| Принимающая страна                                 | 3                  | 3          | Азербайджан |
| Чемпионат Европы 2014, командные соревнования      | 3                  | 24         | Беларусь · Германия · Испания · Норвегия · Россия · Словения · Украина · Франция                                                                                    |
| Чемпионат Европы 2014, индивидуальные соревнования | 1                  | 16         | Бельгия · Великобритания · Греция · Грузия · Дания · Италия · Кипр · Люксембург · Молдова · Нидерланды · Польша · Румыния · Турция · Финляндия · Швейцария · Швеция |
| Гран При Европы 2015, командные соревнования       | 3                  | 12         | |
| Гран При Европы 2015, индивидуальные соревнования  | 1                  | 6          | |
| Приглашение комиссии ЕОК                           | 1                  | 3          | |
| Всего                                              |                    | 64         | |

### Женщины
| Способ отбора                                      | Спортсменов от НОК | Всего мест | Квалифицированы |
| -------------------------------------------------- | ------------------ | ---------- | --------------- |
| Принимающая страна                                 | 3                  | 3          | Азербайджан     |
| Чемпионат Европы 2014, командные соревнования      | 3                  | 24         |                 |
| Чемпионат Европы 2014, индивидуальные соревнования | 1                  | 16         |                 |
| Гран При Европы 2015, командные соревнования       | 3                  | 12         |                 |
| Гран При Европы 2015, индивидуальные соревнования  | 1                  | 6          |                 |
| Приглашение комиссии ЕОК                           | 1                  | 3          |                 |
| Всего                                              |                    | 64         |                 |

### Смешанные команды
Следующие команды квалифицированы на смешанные соревнования:
- Азербайджан